# Haley Strode
Haley Anne Strode (* 1987 in Owensboro, Kentucky) ist eine US-amerikanische Schauspielerin, die durch den Film Gangster Squad und die Fernsehserie Wendell & Vinnie bekannt wurde.

## Leben
Haley Strode wurde in Owensboro geboren und wuchs auf der Farm ihrer Familie, in der Kleinstadt Stanley, auf. Ihren Abschluss machte sie an der Apollo High School in Owensboro und besuchte anschließend die University of Mississippi in Oxford, wo sie ihren Abschluss als „Bachelor of Fine Arts“ in Theaterkunst machte.

## Karriere
Sie begann ihre Fernsehkarriere mit Auftritten in Comedy-Central-Serien wie Root of All Evil und Important Things with Demetri Martin. 2011 und 2012 hatte sie verschiedene Gastauftritte in den Krimiserien CSI: NY und Castle. Außerdem war sie 2012 in der Pilotfolge der Comedyserie The New Normal als Kellnerin zu sehen. Im Mai 2012 erhielt sie eine Rolle in dem TNT-Pilot Lost Angels, in dem Jon Bernthal eine Hauptrolle spielen soll.
2013 übernahm Strode neben Giovanni Ribisi als Officer Conway Keeler im Film Gangster Squad die Rolle der Marcia Keeler. Seit 2013 steht sie in der Nickelodeon-Fernsehserie Wendell & Vinnie, neben Jerry Trainor, in der Rolle der Taryn vor der Kamera.

## Filmografie (Auswahl)
- 2008: Mind of Mencia (Fernsehserie)
- 2008: Root of All Evil (Fernsehserie)
- 2009: Lost Tapes (Fernsehserie)
- 2010: Important Things with Demetri Martin (Fernsehserie)
- 2011: Jess + Moss (Stimme)
- 2011: CSI: NY (Fernsehserie)
- 2011: Level 26: Dark Revelations
- 2012: Castle (Fernsehserie)
- 2012: Whitney (Fernsehserie)
- 2012: Our Island
- 2012: The New Normal (Fernsehserie)
- 2012: Only in L.A.
- 2012: Vegas (Fernsehserie)
- 2013: Gangster Squad
- 2013: Wendell & Vinnie (Fernsehserie)